# SK스페셜티
SK스페셜티는 다양한 산업군에 사용되는 특수가스를 제조, 판매하는 업체이며, 본사는 경상북도 영주시 가흥공단로 59-33 (상줄동)에 위치해 있다.

## 역사
SK스페셜티는 당시 수입에 의존하고 있던 전자산업 소재의 국산화를 목표로 1982년 11월 대백물산주식회사로 설립되었다.
1998년 대백신소재주식회사로 상호를 변경하였으며, 1999년 12월 14일 상장되어 코스닥시장에서 매매가 개시되었다.
2004년 4월 소디프신소재주식회사, 2010년 7월 1일 OCI머티리얼즈, 2016년 2월 16일 SK머티리얼즈로 상호를 변경하였다.
2021년 12월 1일 특수가스부문을 SK머티리얼즈로 분할하고 남은 회사는 주식회사 SK머티리얼즈 홀딩스로 상호를 변경하였다.
2022년 6월 1일 SK스페셜티로 상호를 변경하였다.
2025년 3월 31일 사모펀드인 한앤컴퍼니가 지분 85%를 인수하여 최대주주가 되었고, 나머지 15%의 지분은 SK Inc. 가 그대로 보유하기로 하였다.

## 사업 영역
- 특수가스부문: 반도체, LCD 등의 공정에서 사용되는 특수가스 제조 및 판매 등
- 산업가스부문: 질소, 산소, 아르곤 제조 및 판매 등
- 전구체 부문: 전구체 개발, 제조 및 판매 등